# Station Hereford
Hereford is een spoorwegstation van National Rail in Hereford, Herefordshire in Engeland. Het station is eigendom van Network Rail en wordt beheerd door Transport for Wales. 

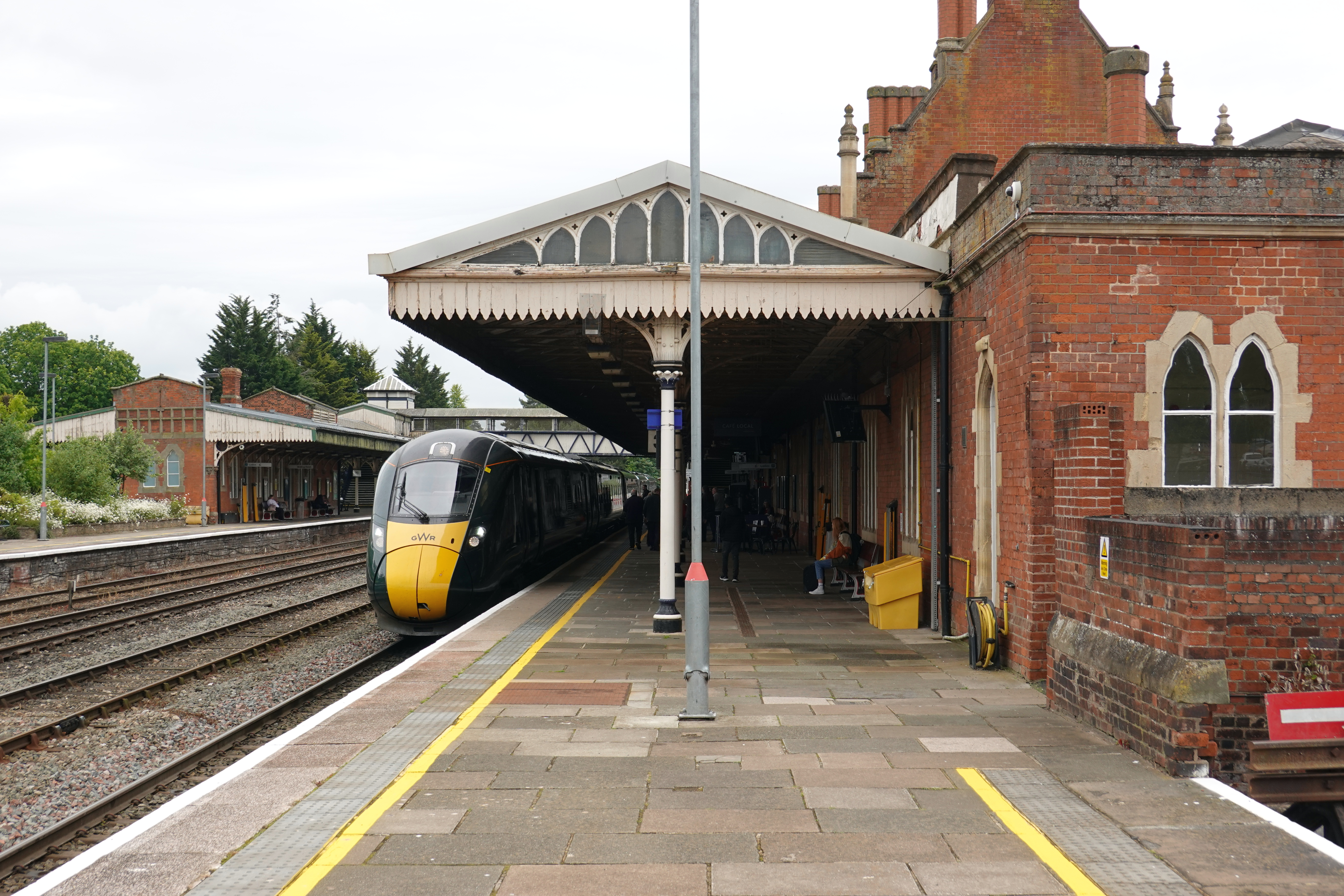
Treinstel class 802 in Hereford